# Премія «Люм'єр» (1-ша церемонія)
1-ша церемонія вручення Премії Люм'єр французької Академії Люм'єр відбулася 29 січня 1996 у Парижі. Церемонії проходила під головуванням Ізабелли Росселліні. Найбільшу кількість нагород (2) отримав фільм Ненависть — у номінаціях «Найкращий фільм» та «Найкращий режисер» (Матьє Кассовітц).

## Переможці
| Нагорода                  | Переможець                       |
| ------------------------- | -------------------------------- |
| Найкращий фільм           | Ненависть                        |
| Найкращий режисер         | Матьє Кассовітц — Ненависть      |
| Найкращий актор           | Мішель Серро — Неллі та пан Арно |
| Найкраща акторка          | Ізабель Юппер — Церемонія        |
| Найкращий сценарій        | Проклятий газон — Жозіан Баласко |
| Найкращий іноземний фільм | Андеґраунд                       |